# Admete enderbyensis
Admete enderbyensis is een zeeslakkensoort uit de familie van de Cancellariidae. De wetenschappelijke naam van de soort is voor het eerst geldig gepubliceerd in 1958 door Powell. Ze is vernoemd naar Enderbyland in Antarctica waarrond ze werd aangetroffen.